# Marian Drăgulescu
Marian Drăgulescu, född 18 december 1980, Bukarest, Rumänien, är en rumänsk gymnast. 
Drăgulescu har vunnit sex VM-guld och nio EM-guld i gymnastik. Hans karriär hade sin höjdpunkt mellan 1997 och 2003, då han vann flera internationella tävlingar i sina specialgrenar; fristående och hopp. Han har deltagit i OS 2000 Sydney och 2004 i Aten. Han har ett OS-silver och två brons.